# 菲德尔·桑切斯·埃尔南德斯
菲德尔·桑切斯·埃尔南德斯（西班牙語：Fidel Sánchez Hernández，1917年7月7日—2003年2月28日）是薩爾瓦多政治人物，1967年至1972年擔任薩爾瓦多總統，在任期间，萨尔瓦多与东北隅的邻国洪都拉斯因为世界杯足球赛爆发了足球战争。